# Skoky na lyžích na Zimních olympijských hrách 1976
Skoky na lyžích na Zimních olympijských hrách 1976 v Innsbrucku zahrnovaly dvě soutěže ve skocích na lyžích. Byly opět i součástí mistrovství světa v klasickém lyžování a kromě olympijských medailí se tak udělovaly i medaile z mistrovství světa.
Místem konání byly skokanský můstek Bergisel a olympijský můstek Toni Seelos v Seefeldu v Tyrolsku.

## Přehled medailí
| Pořadí | Země                                 | Zlato | Stříbro | Bronz | Celkově |
| ------ | ------------------------------------ | ----- | ------- | ----- | ------- |
| 1.     | Rakousko (AUT)                       | 1     | 1       | 1     | 3       |
| 2.     | Německá demokratická republika (GDR) | 1     | 1       | 1     | 3       |
| Celkem | Celkem                               | 2     | 2       | 2     | 6       |

## Medailisté

### Muži
| Disciplína     | Zlato                                                        | Výkon | Stříbro                                                 | Výkon | Bronz                                             | Výkon |
| -------------- | ------------------------------------------------------------ | ----- | ------------------------------------------------------- | ----- | ------------------------------------------------- | ----- |
| střední můstek | Hans-Georg Aschenbach · Německá demokratická republika (GDR) | 252,0 | Jochen Danneberg · Německá demokratická republika (GDR) | 246,2 | Karl Schnabl · Rakousko (AUT)                     | 242,0 |
| velký můstek   | Karl Schnabl · Rakousko (AUT)                                | 234.8 | Anton Innauer · Rakousko (AUT)                          | 232,9 | Henry Glaß · Německá demokratická republika (GDR) | 221,7 |